# Biologia evolutiva desenvolupada

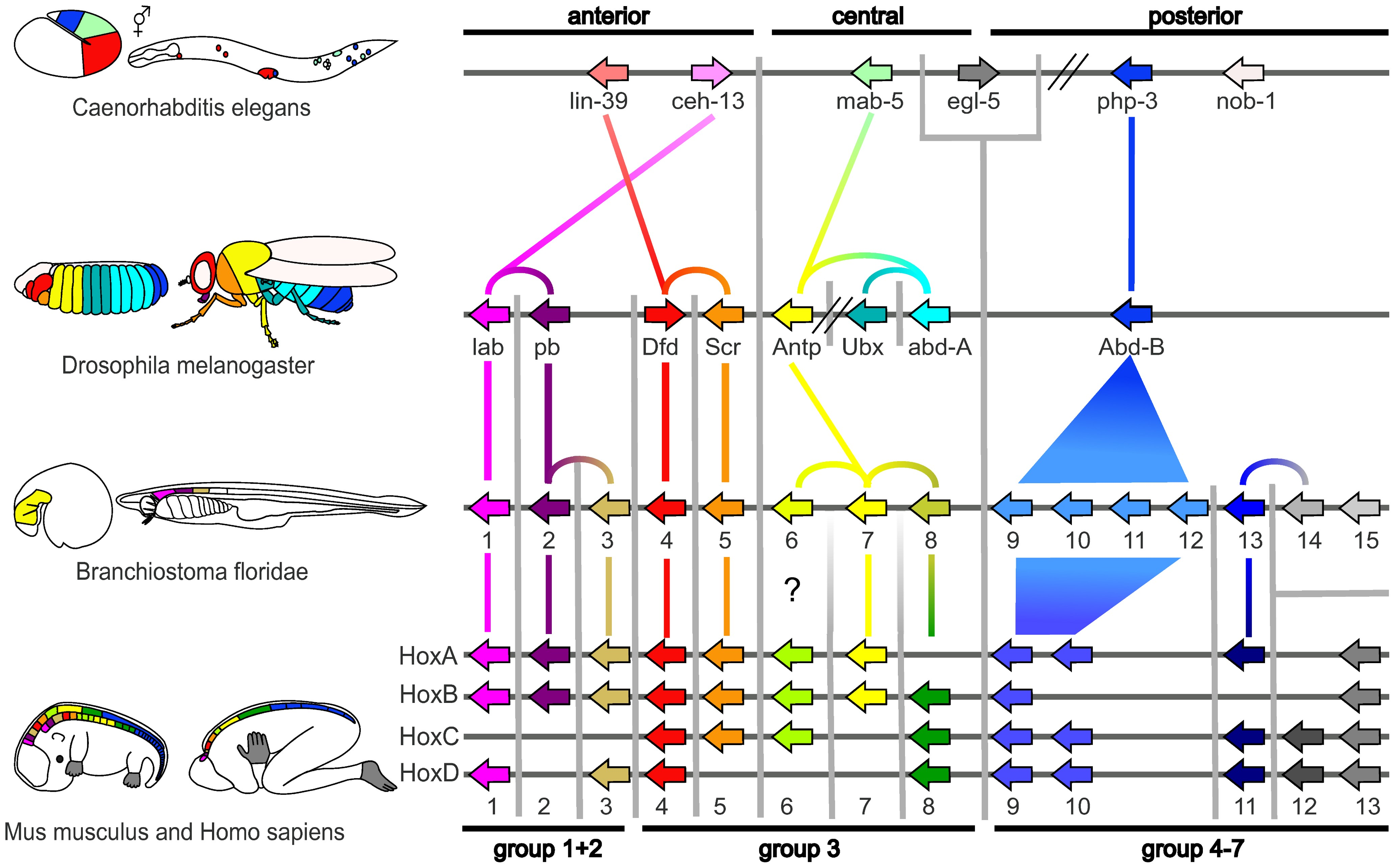
Els gens homòlegs en animals tan diferents com els insectes i els vertebrats controlen el desenvolupament embrionari i, per tant, la forma dels cossos adults. Aquests gens s'han conservat molt al llarg de centenars de milions d'anys d'evolució.

La biologia evolutiva desenvolupada o del desenvolupament (informalment, evo-devo) és un espai d'investigació biològica que compara els processos de desenvolupament de diferents organismes per inferir com van evolucionar els processos de desenvolupament.
El camp va ampliar al principi del segle XIX, on l'embriologia afrontava un misteri: els zoòlegs no sabien com es menejava el desenvolupament embrionari en l'àmbit molecular. Charles Darwin va explicar que, tenir fetus pareguts implicava ascendència comuna, però es va fer pocs desenvolupaments fins a la dècada de 1970. D’aquesta manera, la tecnologia de l'ADN recombinant per fi va unir l'embriologia amb la genètica molecular. Un descobriment primerenc clau va ser els gens homeòtics que regulen el desenvolupament en una àmplia gamma d'eucariotes.
El camp es constitueix de diversos aspectes evolutius bàsics. Una és l'homologia profunda, el descobriment d'òrgans diferents com els ulls dels insectes, els vertebrats i els mol·luscs cefalòpodes, que del llarg de molt de temps es pensava que havien alterat per separat, estan dominats per gens similars com el pax-6, del kit d'eines del gen evo-devo. Aquests gens són molt vells, estan molt conservats entre els fils; generenant els arquetips en el temps i l'espai que donen forma al fetus i, finalment, formen el pla corporal de l'organisme. Una altra és que les classes no difereixen gaire en l'estructura dels seus gens, com els que metoditzen enzims; el que sí no és el mateix és la manera com l'expressió gènica està regulada pels gens del kit d'eines. Aquests gens es reciclen, sense cap canvi, moltes vegades en diferents parts del fetus i en diferents fases de desenvolupament, formant una cascada complexa de control, activant i desactivant altres gens reguladors i gens estructurals en un patró precís. Aquesta reutilització pleiotròpica múltiple explica per què aquests gens estan altament conservats, ja que qualsevol canvi tindria moltes conseqüències adverses a les quals s'oposaria la selecció natural.
Les alteracions en el conjunt d'eines produeixen noves qualitats morfològiques i, finalment, noves espècies, ja sigui quan els gens es manifesten en un patró nou o quan els gens de l'agrupament d'eines contreuen funcions conjuntes. Una altra suposició és la teoria neolamarckiana que els canvis epigenètics és consoliden posteriorment a escala genètica, cosa que pot haver estat crucial als inicis de la història de la vida pluricel·lular.